# Modelo do elétron livre
Em física do estado sólido, o modelo do elétron livre(pt-BR) ou modelo do electrão livre(pt-PT?) é um modelo simples para o comportamento dos elétrons de valência em uma estrutura cristalina de um sólido metálico. Foi desenvolvido principalmente por Arnold Sommerfeld (daí ser chamado algumas vezes de modelo Sommerfeld), que combinou o clássico modelo de Drude com a estatística de Fermi-Dirac da mecânica quântica. Dada sua simplicidade, ele é surpreendentemente bem sucedido em explicar muitos fenômenos experimentais, especialmente:
- a lei de Wiedemann–Franz, que relaciona a condutividade elétrica com a condutividade térmica;
- a dependência da capacidade térmica com a temperatura;
- a forma da densidade dos estados eletrônica;
- a faixa de valores da energia de ligação;
- as condutividades elétricas;
- a emissão térmica de elétrons e emissão de campo de elétrons de corpos metálicos volumosos.